# Yuri A. Kuznetsov
Yuri A. Kuznetsov é um matemático russo-estadunidense, M. D. Anderson Chair Professor of Mathematics da Universidade de Houston.
É Editor-in-Chief do periódico Journal of Numerical Mathematics.
Foi palestrante convidado do Congresso Internacional de Matemáticos em Varsóvia (1983).